# 空港快線
深圳 空港快线，乃深圳巴士集團一系列連接中國廣東省深圳市各處與深圳寶安國際機場的公交巴士快線。

## 概要
空港快线，意指連接空中港口（深圳寶安國際機場）的特快巴士線。2007年4月18日开通了机场3线、4线、5线、6线、7线、9线；2007年7月1日开通了机场8线；2007年12月3日开通了机场10线。
空港快线采用欧Ⅲ排放苏州金龙海格系列高地板豪华公交车。

## 現有路線
- 机场班车　罗湖区罗湖口岸—寶安機場
- 机场1线　罗湖区侨社城市候机楼—寶安機場
- 机场2线　布吉大芬油畫村—寶安機場
- 机场4线　龍崗區平湖華南城—寶安機場
- 机场7线　布吉大芬油畫村—寶安機場

## 关联項目
- 深圳寶安國際機場

## 外部連結
- 空港快线官方介绍[永久]